# كرات كوستاريكا الحجرية

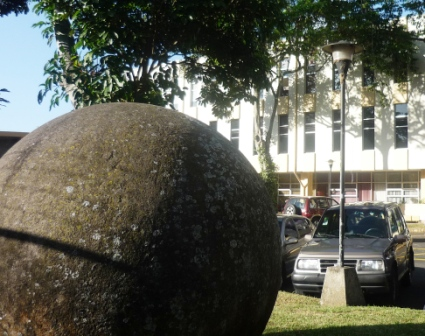
كرة حجرية من العصر قبل الكولومبي، تقع في جامعة كوستاريكا كرمز للتقاليد والحكمة القديمة.

كرات كوستاريكا الحجرية عبارة عن مجموعة متنوعة تضم أكثر من 300 غلاف صخري في كوستاريكا، الواقعة على دلتا ديكويس وعلى جزيرة ديل كانيو، وتُعرف محليًا باسم (Las Bolas - الكرات). عادة ما تنسب هذه المجالات إلى ثقافة ديكويس المنقرضة ويشار إليها أحيانًا باسم كرات ديكويس. إنها التماثيل الحجرية الأكثر شهرة في المنطقة الكولومبية البرزخية (الوسطى)، ويعتقد أنها وضعت في طوابير أمام مداخل منازل الزعماء، ولكن أهميتها بالضبط لا تزال غير مؤكدة.
حفريات بالمار سور الأثرية هي سلسلة من الحفريات في موقع يقع في الجزء الجنوبي من كوستاريكا، والمعروفة باسم دلتا ديكويس، وتركزت الحفريات في موقع يُعرف باسم «المزرعة 6»، ويعود تاريخه إلى فترة أغواس بيوناس (300–800 م) وفترة تشريكي (800-1550 م).
في يونيو 2014 تمت إضافة مشيخات العصر ما قبل الكولومبي وكرات ديكويس الحجرية إلى قائمة اليونسكو لمواقع التراث العالمي، وفي يوليو 2014 تمت الموافقة على مشروع مقترح في عام 2011 لإعلان هذه الكرات كرمز وطني للبلد.

## الوصف
يتراوح قطر الكرات من بضعة سنتيمترات إلى أكثر من 2 متر (6.6 قدم)، ويصل وزنها إلى 15 طن. تم نحت معظمها من صخور الجابرو، وهو مكافيء خشن الحبيبات للبازلت، يوجد حوالي عشرات مصنوعة من الحجر الجيري الغني بالصدف وعشرات أخرى مصنوعة من الحجر الرملي، يبدو أنها صنعت عن دق الصخور الطبيعية بصخور أخرى ثم صقلها بالرمال، وتختلف درجة التشطيب ودقة العمل اختلافًا كبيرًا بين واحدة وأخرى. جيء بالجابرو من مواقع في التلال تبعد عدة كيلومترات حيث تم العثور على الكرات المكتملة، على الرغم من بقاء بعض الكرات غير المكتملة في التلال. وكان يتم استخدامها للزينة.

## الموقع والبيئة الجغرافية
يقع موقع بالمار سور الأثري في الجزء الجنوبي من كوستاريكا المعروف باسم دلتا ديكويس، في الجزء الجنوبي الأقصى من مقاطعة بونتاريناس. دلتا ديكويس هي سهل رسوبي يحدها جغرافيًا خط جريسرا من الشمال والشرق، والمحيط الهادئ من الغرب، وجبال أوسا من الجنوب. يقع الموقع على حوالي 10 هكتارات من الممتلكات التي كانت مملوكة سابقًا لشركة يونايتد فروتس في السهل الرسوبي لنهر تيرابا.

## وصف الموقع

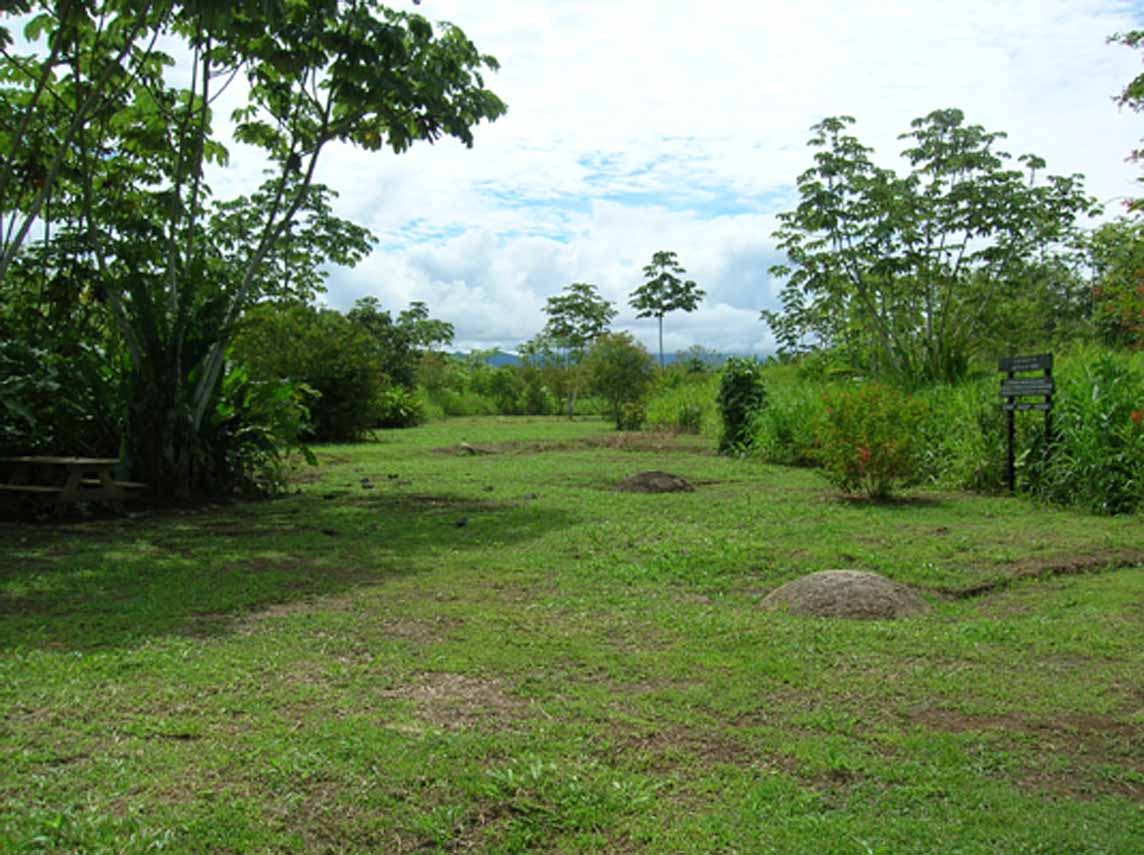
موقع المزرعة 6 الأثري.

يرجع تاريخ موقع المزرعة 6 الأثري إلى فترة أغواس بويناس (300-800 م) وفترة تشيريكي (800-1550 م)، وكان موقعًا متعدد الوظائف يستوعب مستوطنة ومقبرة، كما توجد بقايا معمارية ومنحوتة في الموقع. تتكون العمارة الأثرية من اثنين من التلال الاصطناعية تم تشييدهما بجدران ساندة مصنوعة من الحصى النهرية المستديرة ومردومة التربة. يحتوي الموقع على أماكن متعددة حيث توجد كالرات الحجرية الكبيرة في الموقع . بالإضافة إلى ذلك، نظرًا لأن العديد من الكرات الحجرية في المنطقة قد تمت إزالتها من مواقعها الأصلية لتكون كديكور للحدائق، فقد أصبح الموقع مكانًا لتخزين الكرات التي يتم إرجاعها إلى المتحف الوطني. واحدة من المدن المجاورة لالمزرعة 6 لديها أيضا كرات أو "esferas"، وكانت تسمى "zanahoriagas"، لشكلها الأكثر بيضاوية.[بحاجة لمصدر]

## التاريخ ما قبل الكولومبي

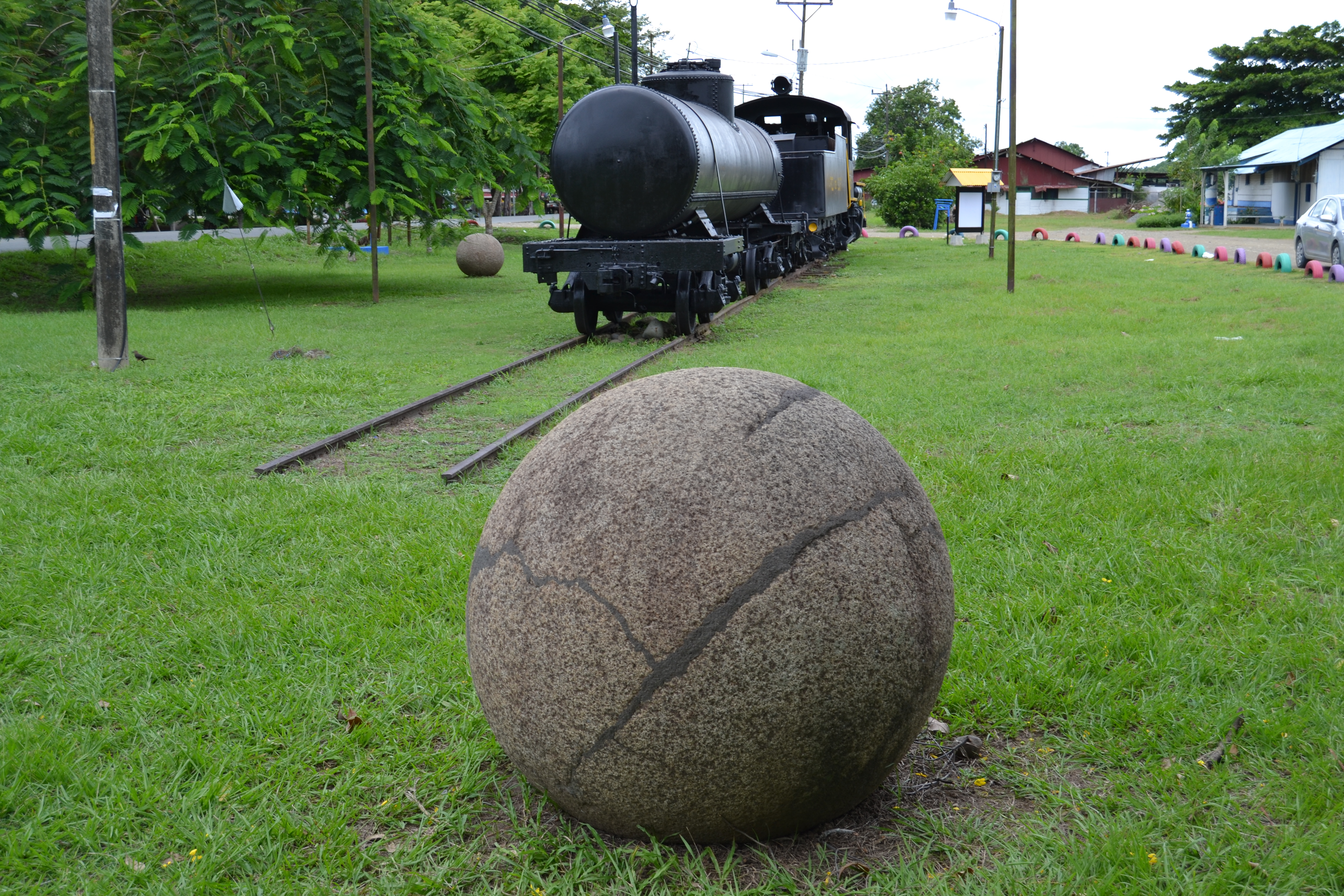
حديقة مطار بالمار سور.

يُعتقد أنه تم إنشاء الحجارة لأول مرة في حوالي عام 600 م، ويعود تاريخ معظمها إلى ما بعد سنة 1000 ولكن قبل الاستعمار الأسباني. الطريقة الوحيدة المتاحة للتعرّف على الأحجار المنحوتة هي الطبقات، لكن معظم الأحجار لم تعد موجودة في مواقعها الأصلية، واختفت ثقافة الأشخاص الذين صنعوها بعد الفتح الإسباني.

## ما بعد الاتصال الأوروبي
تم اكتشاف هذه الكرات في ثلاثينيات القرن الماضي عندما كانت شركة يونايتد فروتس تقوم بإزالة الغابات من أجل مزارع الموز، فدفعها العمال جانباً بالجرافات والمعدات الثقيلة مما أدى إلى إتلاف بعضها، كما بحفر ثقوب فيها لتفجيرها باستخدام أصابع الديناميت متأثرين بقصص الذهب الخفي. تم تدمير العديد من الكرات قبل تدخل السلطات، تم إعادة تجميع بعض الكرات المتفجرة وهي معروضة حاليًا في المتحف الوطني بكوستاريكا في سان خوسيه.
تم إجراء أول استقصاء علمي للكرات بعد فترة قصيرة من اكتشافهم من قبل دوريس ستون، ابنة إداري في لشركة يونايتد فروتس، نُشرت هذه المقالات عام 1943 في مجلة أمريكان أنتيكويتي، مما جذب انتباه صامويل كيركلاند لوثروب من متحف بيبودي في جامعة هارفارد. حاول هو وزوجته في عام 1948 استكشاف موقع أثري آخر في المنطقة الشمالية من كوستاريكا. قامت الحكومة للتو بحل جيشها المحترف، وهددت الاضطرابات المدنية الناجمة عن ذلك بأمن فريق لوثروب.التقى لوثروب بدوريس ستون في سان خوسيه، التي وجهت المجموعة نحو منطقة دلتا ديكويس في الجنوب الغربي (يشير «فالي دي ديكويس» إلى وادي نهر تيرابا السفلي، بما في ذلك مدن كانتون أوسا في بويرتو كورتيس وبالمار نورت وسيرب) وقدموا لهم مواقع حفر قيمة وجهات اتصال شخصية. ونشرت نتائج لوثروب في أركيولوجيا دلتا ديكويس، كوستاريكا 1963. في عام 2010، زار الباحث جون هوبس من جامعة كانساس موقع الكرات لتقييم أهليتهم للحصول على الحماية باعتباره موقع للتراث العالمي.

## خلفية تاريخية

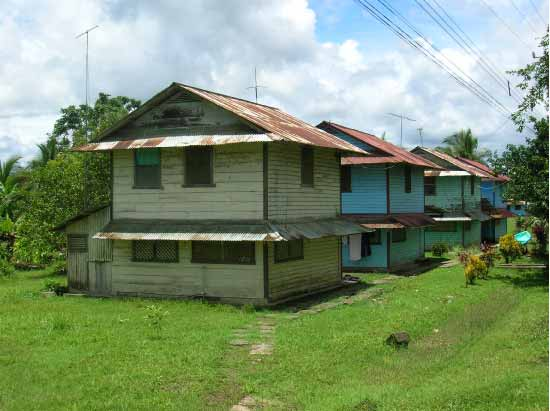
بقايا شركة يونايتد فروتس في بالمار سور.

قبل وصول شركة الموز الكوستاريكي (بالإسبانية: Companía Bananera de Costa Rica)‏، أحد فروع شركة يونايتد فروتس وأحد مزارع الموز في ثلاثينيات القرن العشرين، قدمت الحياة النباتية في هذه المنطقة قدراً كبيراً من التنوع البيولوجي في الموارد النباتية والحيوانية على حد سواء، وتألفت الموارد المتاحة لسكان ما قبل العصر الكولومبي في هذا السهل الرسوبي من موارد النهر والمحيطات، بما في ذلك غابات المانغروف الواقعة في نهري تيرابا وسيرب.

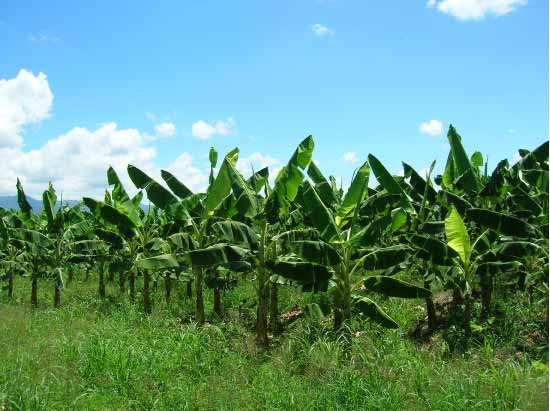
منظر طبيعي حديث لبالمار سور، كوستاريكا.

سهلت التربة الرسوبية الغنية في هذه المنطقة الزراعة التاريخية منذ الثلاثينيات، سيطرت شركة الفاكهة المتحدة على هذه المنطقة الجنوبية بمزارع الموز في أوائل العشرينات في باريتا وكيبوس. دخلت الشركة بالمار سور في الثلاثينيات تحت اسم (شركة الموز الكوستاريكي) في محاولة لتجنب قوانين مكافحة الاحتكار. لا تزال المناظر الطبيعية محفورة في الحقول الزراعية المملوكة من قبل الجمعيات التعاونية وتتكون من مزارع الموز وموز الجنان والنخيل.

## الباحثون الأوائل في المنطقة
بدأ البحث العلمي في السهل الرسوبي، لا سيما على ممتلكات شركة الفاكهة المتحدة في الأربعينيات من القرن العشرين بمجهود دوريس زيموراي ستون وصامويل لوثروب. ركزت جهود لوثروب على التنقيب في عدد قليل من المواقع، أحدها المزرعة 4، وكان يهدف عمله إلى توثيق جميع المواقع الأثرية التي تحتوي على كرات حجرية «في الموقع»، لتسجيل عدد الكرات وأبعادها وعمل خرائط تفصيلية توضح كل من ترتيبها ومحاذاتها.
بعد عمل لوثروب وستون، توقف البحث في المنطقة لمدة 50 عامًا تقريبًا. في التسعينيات، انطلق كلود باوديز وفريق من الباحثين لتأسيس تسلسل زمني للخزف في المنطقة من خلال مراقبة التغير في أنماط الخزف مع مرور الوقت، وقد تم ذلك عن طريق فحص خنادق الصرف التي تم شقها شكرة الفاكهة المتحدة. أجريت أبحاث من قبل إيفيجينيا كوينتانيلا تحت إشراف متحف كوستاريكا الوطني بين عامي 1991-1996 في المنطقة في إطار مشروع بعنوان «الإنسان والبيئة في سيرب-تيرابا» مع التركيز على أنماط الاستيطان والتسلسلات المهنية والموارد المستخدمة في المنطقة.
أجرى عالما الآثار في المتحف الوطني الكوستاريكي فرانسيسكو كوراليس وأدريان باديلا أبحاثًا متواصلة في المنطقة منذ عام 2002، وركزت أبحاثهم على 4 مواقع أثرية في المنطقة تحتوي على كرات حجرية والتي تتألف من «حلقة». تشمل هذه المواقع غرايجالبا وباتامبال وإل سلينسيو و «المزرعة 6». كان الغرض من المشروع هو تقييم الأهمية الثقافية للمواقع وحماية التراث الثقافي بالإضافة إلى بدء البحوث والدراسات في المواقع. أنتج كوراليس وباديلا كتيب بعنوان المشهد الثقافي لدلتا ديكويس (بالإسبانية: El Paisaje Cultural del Delta del Diquís)‏ يقدم نظرة عامة سريعة على تاريخ دلتا ديكويس وتاريخ مزارع الموز وشركة الفاكهة المتحدة والبيئة الطبيعية والمواقع الأثرية في المنطقة وأهمية منطقة ديكويس كموقع للتراث العالمي لليونسكو. استمرت الأبحاث في المنطقة من قبل كوراليس وباديلا مع التركيز على علم الآثار والبنية السياسية ما قبل الكولومبية في دلتا ديكويس، وكان التركيز البحثي على المشيخات والمؤشرات الأثرية المرتبطة بها، وكانت أهدافهم هي دراسة المواقع الأثرية التي تحتوي على كرات حجرية في منطقة ديكويس الفرعية لفهم تكوين المجتمع ومجالات النشاط والتسلسل المهني وتسجيل العمارة الأثرية.

## الأبحاث الحالية
يجري البحث حاليًا في موقع «المزرعة 6» تحت إشراف علماء الآثار في متحف كوستاريكا الوطني. كان الموسم الميداني الأول الذي أجريت فيه الحفريات الأثرية في عام 2005، وشملت الأهداف خلال هذا الموسم الميداني تحديد المنطقة التي يوجد بها التلان الاصطناعيان، ونتظام الكروي، والحفريات المختلفة المرتبطة بالتل الثاني. في عام 2007 حيث تم تنفيذ الموسم الميداني الثاني مع التركيز على الحفريات الأثرية في التل الأول. خلال هذا الموسم الميداني، تم اكتشاف كرة حجرية «في الموقع» بالاشتراك مع التلة.

## السياحة
السياحة الأثرية هي مفهوم لا يزال جديدا نسبيا في كوستاريكا. حتى الآن يعد النصب التذكاري الوطني لجوايابو دي تولياربا هو الموقع الأثري الوحيد المفتوح للسياحة، وتقوم السياحة على نطاق أصغر في موقع المزرعة 6 ولكنها مفتوحة للزائرين عند دفع رسوم رمزية للقيام بجولة في عرض المتحف ثم القيام بجولة على الأرض ومشاهدة بعض مواقع الاكتشاف. لم يعد من الضروري أن يكون لديك موعد. الخطط المستقبلية للمتحف هي فتح الموقع للسياحة على نطاق أوسع وتضمين مواقع أخرى قريبة في المنطقة.

## الهوية الثقافية
تُعتبر الكرات الحجرية رمزًا وطنيًا  وجزءًا من الروح الثقافية لكوستاريكا، وبالتالي فمن الشائع رؤيتها موجودة في المباني الحكومية، كما هو الحال في مبنى الجمعية التشريعية لكوستاريكا قيد الإنشاء حيث أقرضها متحف كوستاريكا الوطني 7 كرات لوضعهم من الداخل.

## الأساطير
تحيط العديد من الأساطير بالحجارة، مثل أنها أتت من أتلانتس أو التي صنعت على هذا النحو طبيعيًا. تذكر بعض الأساطير المحلية أن السكان الأصليين تمكنوا من الوصول إلى سائل قادر على تليين الصخور، على سبيل المثال يمكن إذابة الحجر الجيري بواسطة المحاليل الحمضية التي يتم الحصول عليها من النباتات. وقد تم تقديم بحث بقيادة جوزيف دافيدوفيتس من معهد الجيوبوليمر في فرنسا لدعم هذه الفرضية، إلا أن معظم الكرات تم إنشاؤها الجابرو، وهي صخرة نارية مقاومة للحمض.
مع نشأة بريبري، التي تشترك فيها كابيكار ومجموعات الأسلاف الأمريكية الأخرى، تعتبر الكرات الحجرية «كرات مدفع لتارا»، حيث استخدم إله الرعد تارا - أو تلاتشيك - أنبوبًا عملاقًا لإطلاق النار على الكرات على السركس، آلهة الرياح والأعاصير، لطردهم من هذه الأراضي.
لقد تم ادعاء أن الكرات مثالية أو قريبة جدًا من الاستدارة، على الرغم من أنه من المعروف أن بعض الكرات تنحرف قطريًا لحوالي 5 سنتيمتر (2.0 بوصة)، وأيضًا تم إتلاف الحجارة وتآكلها على مر السنين، وبالتالي فمن المستحيل معرفة شكلها الأصلي تمامًا. يكشف استعراض الطريقة التي تم بها قياس الأحجار بواسطة لوثروب أن ادعاءات الدقة ترجع إلى سوء تفسير الطرق المستخدمة في القياس. على الرغم من أن لوثروب قام بنشر جداول بأقطار كروية بتقريب إلى ثلاثة أرقام عشرية، إلا أن هذه الأرقام كانت في الواقع متوسطات للقياسات المأخوذة بأشرطة لم تكن قريبة أبدًا من تلك الدقة.

## وصلات خارجية
- Stone Spheres, Diquis Delta, Costa Rica from Landmarks Foundation
- Costa Rican Stone Spheres a website by archaeologist Tim McGuinness, Ph.D.
- Skeptoid #{{{number}}}: The Stone Spheres of Costa Rica at برايان دونينغ A review by the Skeptoid Podcast